# Konferencja Narodów Zjednoczonych w sprawie Zmian Klimatu, Poznań 2008

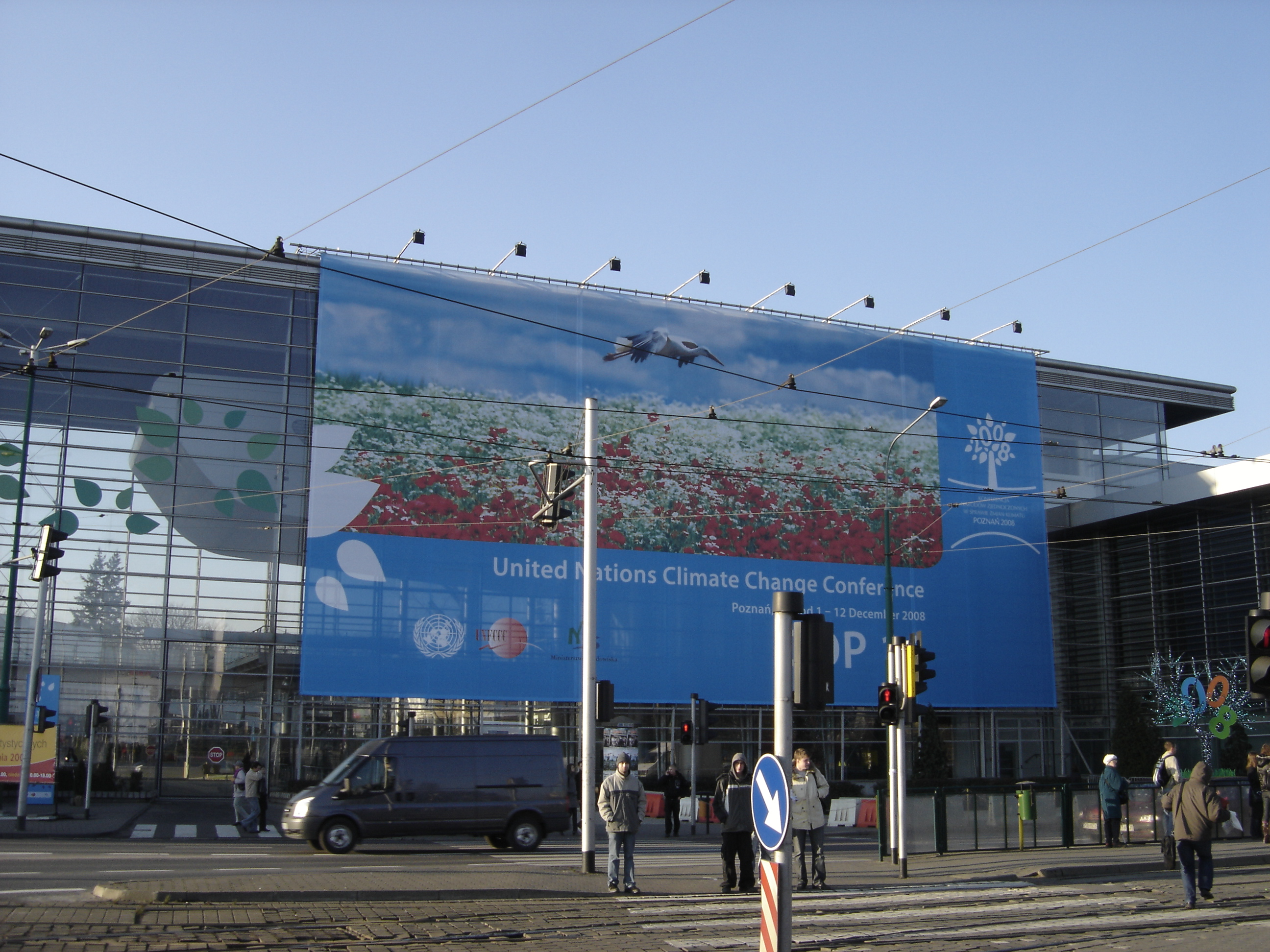
Główne wejście na teren Międzynarodowych Targów Poznańskich podczas trwania obrad Konferencji COP 14; Poznań, 3 grudnia 2008

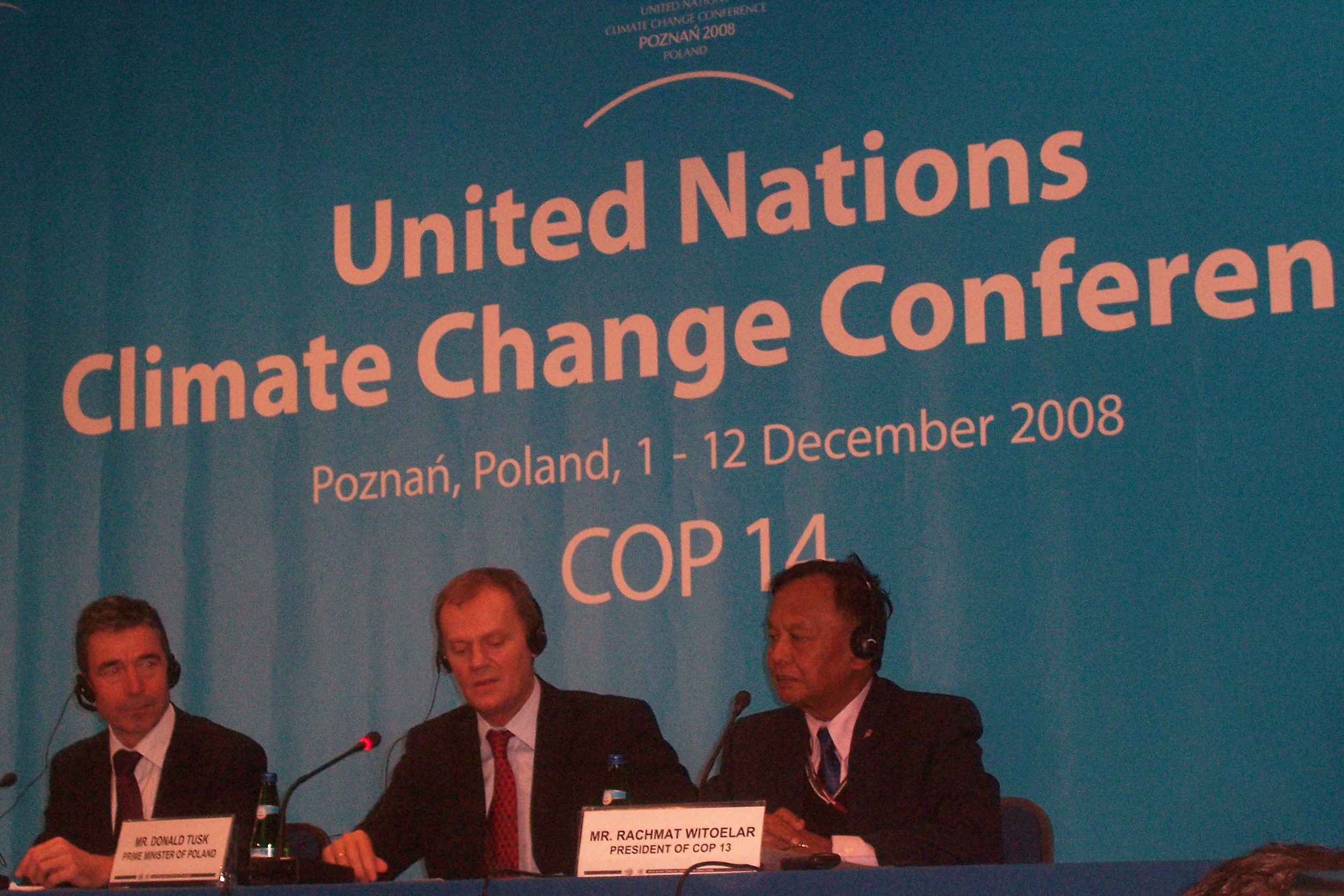
Pierwsza konferencja prasowa konferencyjnej trójki – Anders Fogh Rasmussen, Donald Tusk i Rachmat Witoelar

Konferencja Narodów Zjednoczonych w sprawie zmian klimatu, Poznań 2008 – międzynarodowa konferencja poświęcona problematyce zmian klimatu. Odbywała się od 1 do 12 grudnia 2008 roku w Poznaniu na terenie Centrum Kongresowego Międzynarodowych Targów Poznańskich. Organizował ją Sekretariat Ramowej konwencji Narodów Zjednoczonych ds. zmian klimatu, a gospodarzem konferencji był rząd Rzeczypospolitej Polskiej. Gośćmi spotkania było ponad 190 delegacji rządowych, a wzięło w niej udział łącznie ponad 11 tys. osób.
W ramach konferencji odbywały się:
- XIV Konferencja stron Ramowej konwencji Narodów Zjednoczonych w sprawie zmian klimatu (UNFCCC) – COP 14
- IV sesja spotkania stron protokołu z Kioto – CMP 4
- XXIX sesja organów pomocniczych (SBSTA i SBI).

Program konferencji obejmował oficjalne spotkania plenarne, nieoficjalne negocjacje państw członkowskich konwencji UNFCCC i protokołu z Kioto, dyskusje panelowe i prezentacje organizowane przez grupy robocze, zespoły ekspertów, organizacje pozarządowe, biznesowe i międzyrządowe (w tym organizacje ekologiczne i reprezentujące ludy tubylcze), a także towarzyszące konferencji ogólnodostępne wystawy, pokazy, seminaria i happeningi.
Na czas trwania konferencji teren MTP uznany został za obszar eksterytorialny podlegający wyłącznej jurysdykcji ONZ.
Konferencja była spotkaniem przygotowawczym do Konferencji klimatycznej COP 15 w Kopenhadze, zaplanowanej na grudzień 2009 r., na której powinien zakończyć się kolejny etap międzynarodowych negocjacji w sprawie walki ze zmianami klimatycznymi i na temat nowego porozumienia, które winno zastąpić wygasający w 2012 r. protokół z Kioto.